# AB Koton
Die AB Koton mit Sitz in Kaunas war in den 1970er Jahren der größte litauische Hersteller von Damen-Strumpfhosen. Das Textilunternehmen beschäftigte über 1.200 Mitarbeiter, 1998 meldete es Insolvenz an.

## Geschichte
Am 1. Juni 1925 wurde Glalev, die erste litauische Trikotagenfabrik, von G. Glazer/Glazeris und Z. Levusch/Levušas in Kaunas (Kęstučio-Str. 63) gegründet. Auf deren Grundlage gründeten 1930 fünf Teilhaber im Stadtviertel Šančiai die Aktiengesellschaft „Cotton“. Sie stellte gemusterte Trikotware und Socken her. Mit Gründung der Litauische Sozialistischen Sowjetrepublik 1940 wurde das Unternehmen verstaatlicht. Während des Zweiten Weltkriegs stellte es seine Produktion ein, die Maschinen wurden von der Wehrmacht nach Deutschland verbracht. 1944 wurde die Produktion wieder aufgenommen. 1963 wurde die Fabrik umgebaut. 1975 produzierte man 20,4 Millionen Socken. 1975 produzierte man Socken im Wert von 10,8 Millionen Rubel. 
1976 beschäftigte man 1.240, 1995 dann nur noch 750 Mitarbeiter. AB Koton produzierte ein Sortiment von 23 Artikeln von Socken und Strumpfhosen. Etwa 30 % der Produktion wurde in Litauen verkauft. 60 % exportierte man in die GUS-Staaten und 10 % nach Deutschland.
Während der Saison produzierte und vertrieb das Unternehmen eine Million Strumpfhosen pro Monat, von November bis Februar von 100.000 bis 200.000 Paar. Im Dezember 1995 gab es etwa 500.000 Paar Socken und Strumpfhosen im Unternehmenslager, da die Versorgung mit Rohstoffen aus Russland gestört wurde; die Löhne für Oktober waren noch nicht bezahlt worden. 
Ab 1996 stellte AB Koton Strumpfhosen Dorlastan- und Lycra-Fasern her. Die Produktion lag zu dieser Zeit bei rund 12 Millionen Strumpfhosen pro Jahr. 30 % der Produktion wurden auf dem litauischen Markt verkauft, der Rest in Russland.
1996 übergab das Unternehmen seine Aktien an einen staatlichen Wertpapierfonds (Vertybinių popierių fondas). Von 1997 bis 1998 wurde AB Koton privatisiert. Der Staat verkaufte in mehreren Auktionen 22,5 % der Aktien für einen Mindestpreis von 3 Millionen Litas. Das Grundkapital betrug 9 Millionen Litas. Größter Großaktionär (mit 29 % der Aktien) blieb das Unternehmen Dobric Consultants Ltd. aus Zypern.
1997 wurde AB Koton in einem Gerichtsverfahren zur Zahlung von ausstehenden Krediten in Höhe von 2.155.952 Litas an die litauische Bank Ūkio bankas verpflichtet. Der Konkurs des Unternehmens konnte daraufhin dank der Vermittlung des Verbands der Leichtindustrie (Lietuvos lengvosios pramonės įmonių asociacija) zunächst abgewendet werden. Im Februar 1998 überstieg die Schuldenlast des Unternehmens den Wert des Unternehmens, die laufende Produktion nährte jedoch die Hoffnung auf ein Fortbestehen. Ende 1998 musste das Unternehmen allerdings seine Produktion einstellen. Zwar plante 1998 die Ūkio bankas, das Unternehmen vor der Insolvenz zu retten, illegale Geschäfte machten diesen Plan jedoch zunichte. Das insolvente Unternehmen wurde aufgelöst. Es blieb dem litauischen Sozialversicherungsfonds SoDra und dem litauischen Staat 10 Millionen Litas (3 Millionen Euro) schuldig.

## Nachfolgeunternehmen TŪB Dana
1990 wurde das Unternehmen TŪB Dana mit ehemaligen Koton-Mitarbeitern gegründet. Es produzierte Damen-Strumpfhosen und Socken aus Polyamid, Stretch-Nylon mit Lycra. Man kooperierte mit Hennes & Mauritz. 2004 erzielte man einen Umsatz von 10 Millionen Litas (3 Millionen Euro). Die Inhaber von TŪB Dana waren Vytautas Raižys und Arnoldas Varanavičius, ehemalige leitende Koton-Mitarbeiter. Produziert wurde mit 20 italienischen Strickmaschinen. Dana produzierte im Monat etwa 50.000 Paar Socken und Strumpfhosen für den litauischen Markt und beschäftigte 44 Mitarbeiter. 1996 kaufte Dana die Maschinen für 200.000 Lt und Nähköpfe für 73.000 Lt von der Firma Koton.